# GPRASP1
A proteína 1 de classificação associada ao receptor acoplado à proteína G é uma proteína que em humanos é codificada pelo gene GPRASP1.

## Interações
Foi demonstrado que GPRASP1 (gene) interage com o receptor opióide Delta.